# Elaine Marley
Elaine Marley es uno de los tres principales personajes de la serie de videojuegos Monkey Island, desarrollada por LucasArts.

## Historia
Ella es la gobernadora de un área de islas, entre ellas la Isla Mêleé, al ser la única candidata que se presentó al puesto.
El protagonista Guybrush Threepwood y el malvado pirata LeChuck están enamorados de ella. En la primera parte del juego LeChuck la secuestra, pero es rescatada por Guybrush, con quien finalmente se casa.